# ノックス郡 (ケンタッキー州)
ノックス郡（英: Knox County）は、アメリカ合衆国ケンタッキー州の南部に位置する郡である。2010年国勢調査での人口は31,883人であり、2000年の31,795人から0.3%増加した。郡庁所在地はバーバービル市（人口3,165人）であり、同郡で人口最大の都市はウィットリー郡にも跨るコービン市（人口7,304人）である。ノックス郡は1800年に設立され、郡名はヘンリー・ノックス将軍に因んで名付けられた。郡内のどこにおいてもアルコール飲料の販売が禁止されている「ドライ郡」（禁酒郡）であるが、例外はコービン市の郡内に入っている一部である。コービン市では2006年の住民投票で、資格付けされたレストランでの飲料としてのアルコール販売を認め、さらに2012年には小売り全てを承認した。郡人口が大きく減少することもなく石炭の生産を続けている郡として、州内では数少ないものの1つである。

## 歴史
ノックス郡は1799年12月19日にリンカーン郡から分離して設立された。郡名は将軍かつアメリカ合衆国陸軍長官（在任1785年-1794年）だったヘンリー・ノックスに因んで名付けられた。南北戦争の1861年9月19日、郡内でバーバービルの戦いが起こり、南軍フェリックス・ゾリコファー将軍の兵士800名と、キャンプ・ディック・ロビンソンを守ろうとする北軍兵300名が戦った。北軍は、南軍が橋を渡って進軍して来ないよう橋板を剥がしたが、多くの南軍兵が突破した。南軍はキャンプを破壊し、そこにあった武器や装備を捕獲した。
ノックス郡の当初の領域には州南東部にある郡の全部あるいは一部が含まれていた。

## 地理
アメリカ合衆国国勢調査局に拠れば、郡域全面積は387.71平方マイル (1,004.2 km2)であり、このうち陸地387.66平方マイル (1,004.0 km2)、水域は0.04平方マイル (0.10 km2)で水域率は0.01%である。

### 隣接する郡
- クレイ郡 - 北東
- ベル郡 - 南東
- ウィットリー郡 - 南西
- ローレル郡 - 北西

## 人口動態
以下は2000年国勢調査による人口統計データである。
| 基礎データ - 人口: 31,795人 - 世帯数: 12,416 世帯 - 家族数: 8,939 家族 - 人口密度: 32人/km2（82人/mi2） - 住居数: 13,999軒 - 住居密度: 14軒/km2（36軒/mi2） 人種別人口構成 - 白人: 97.84% - アフリカン・アメリカン: 0.82% - ネイティブ・アメリカン: 0.25% - アジア人: 0.17% - 太平洋諸島系: 0.02% - その他の人種: 0.08% - 混血: 0.82% - ヒスパニック・ラテン系: 0.57% 年齢別人口構成 - 18歳未満: 26.2% - 18-24歳: 9.7% - 25-44歳: 28.1% - 45-64歳: 23.2% - 65歳以上: 12.8% - 年齢の中央値: 35歳 - 性比（女性100人あたり男性の人口） - 総人口: 92.9 - 18歳以上: 88.7 | 世帯と家族（対世帯数） - 18歳未満の子供がいる: 34.4% - 結婚・同居している夫婦: 54.3% - 未婚・離婚・死別女性が世帯主: 13.6% - 非家族世帯: 28.0% - 単身世帯: 25.7% - 65歳以上の老人1人暮らし: 10.6% - 平均構成人数 - 世帯: 2.51人 - 家族: 3.01人 収入と家計 - 収入の中央値 - 世帯: 18,294米ドル - 家族: 23,136米ドル - 性別 - 男性: 24,833米ドル - 女性: 18,390米ドル - 人口1人あたり収入: 10,660米ドル - 貧困線以下 - 対人口: 34.8% - 対家族数: 29.6% - 18歳未満: 42.4% - 65歳以上: 28.9% |

## 都市と町
- バーバービル - 郡庁所在地
- コービン - 一部はウィットリー郡内
- アートマス
- ノースコービン

## 教育

### 公共教育学区
郡内の公共教育は3つの教育学区が管轄している。
- ノックス郡公共教育学区[6]はバーバービル市とコービン市を含め郡全体を管轄している。小学校7校、中学校1校、高校2校、その他学校2校がある。
- バーバービル独立教育学[7]は、バーバービル市内の1つのキャンパスに小学校と高校がある。
- コービン独立教育学[8]は、コービン市全体を管轄し、その区域が他の郡に跨ることでは、州内で数少ない学区の1つである。小学校2校、中学校2校、高校1校が含まれる。

### 高等教育機関
ユニオン・カレッジはユナイテッド・メソジスト教会系列の小規模教養系カレッジであり、バーバービル市にある。